# Asphondylia deserticola
Asphondylia deserticola är en tvåvingeart som beskrevs av Boris Mamaev 1972. Asphondylia deserticola ingår i släktet Asphondylia och familjen gallmyggor. Inga underarter finns listade i Catalogue of Life.